# NGC 7107
NGC 7107 је спирална галаксија у сазвежђу Ждрал која се налази на NGC листи објеката дубоког неба.
Деклинација објекта је - 44° 47' 31" а ректасцензија 21h 42m 26,5s. Привидна величина (магнитуда) објекта NGC 7107 износи 12,6 а фотографска магнитуда 13,2. Налази се на удаљености од 27,6000 милиона парсека од Сунца. NGC 7107 је још познат и под ознакама ESO 287-52, AM 2139-450, IRAS 21392-4501, PGC 67209.